# María Dolores Rodríguez Sopeña
María Dolores Rodríguez Sopeña Ortega (Vélez-Rubio, província d'Almeria, 30 de desembre de 1848 - Madrid, 10 de gener de 1918) fou una dona, després religiosa, fundadora de diversos instituts catòlics per a la promoció dels obrers i la catequesi. És venerada com a beata per l'Església Catòlica.

## Biografia
María Dolores Rodríguez era la quarta dels set fills del magistrat Tomás Rodríguez Sopeña i Nicolasa Ortega Salomón. La seva infantesa fou plàcida. La família es traslladà a Almeria i amb disset anys hi comença la seva vida social, però aviat troba que vol alguna cosa més i es dedica a la caritat, atenent malalts i ancians, especialment un leprós i dues germanes amb tifus.
El seu pare fou destinat a Puerto Rico i hi marxà amb el seu fill gran, mentre la resta de la família, entre ells M. Dolores, anà a Madrid. Hi fa catequesi a la presó de dones, a un hospital i a escoles dominicals. Ja a Puerto Rico, hi funda una associació, les Filles de Maria per a la catequesi i l'ensenyament de les nenes. Passa a Santiago de Cuba, on col·labora a l'hospital militar i treballa a barris marginals. Amb altres companyes funda l'Obra de les Doctrines, futurs Centros de Instrucción per ensenyar cultura general, primeres lletres i catecisme en aquests barris, a més d'oferir assistència mèdica.
En morir la seva mare, el pare deixa la seva plaça i tots tornen a Madrid en 1877, on també morirà el pare en 1883. En morir el seu pare, el seu director espiritual, el jesuïta López Soldado, li recomanar d'ingressar al convent de les saleses, però després de deu dies, veu que la seva vocació no és la vida contemplativa. Dolores comença a treballar al barri de Las Injurias cap al 1885, on funda nous centres d'instrucció. Obre una Casa Social per ajudar la gent que surt de la presó o l'hospital i facilitar-ne la seva reinserció social. El bisbe de Madrid, Ciríaco Sancha, l'anima a fundar, en 1892, una associació seglar, l'Associació Seglar Apostolat del Sagrat Cor de Jesús i Sant Ignasi de Loiola, avui anomenada Moviment de Laics Sopeña, i que s'estén per diversos barris de Madrid.
En 1896 aquestes fundacions comencen a estendre's fora de Madrid, a Sevilla i altres ciutats industrials. L'any següent, deixa la presidència de l'associació, per malentesos intern, i s'estableix a Sevilla. Els anys següents viatja per tot Espanya conolidant la seva obres i obrint nous centres. En 1901 funda un institut religiós per donar continuïtat a l'obrea dels centres d'instrucció i donar suport espiritual a l'associació laica: el 31 d'octubre de 1901, es funda a Toledo la Congregació de Missioneres de Crist Redemptor, anomenat després Institut de Dames Catequistes i avui Institut Catequista Dolores Sopeña. Simultàniament, en 1902 s'aproven els estatuts de l'associació civil d'obra social de l'Obra Social i Cultural Sopeña (OSCUS).
La congregació va rebre el decret de lloança dos anys més tard, el 21 de novembre de 1907, i l'aprovació de les constitucions per Pius X. L'Obra de les Doctrines s'anà transformant en els Centros Obreros de Instrucción, pensats per als obrers, molt influïts per l'anticlericalisme dominant, per atreure'ls de nou cap a l'església. Per la mateixa raó, les religioses no portaven hàbit ni signes religiosos externs. El 1910 és elegida superiora general de la congregació; fora d'Espanya, la primera fundació fou a Itàlia en 1914, i en 1917 a Xile.
Va morir el 10 de gener de 1918 a Madrid, amb fama de santedat.

## Veneració
En 1980 Joan Pau II va reprendre la causa de canonització de Rodríguez, que s'havia iniciat en 1928. El 23 de març del 2003 fou beatificada a Roma.